# Halixodes
Halixodes (лат.) — род морских тромбидиформных клещей семейства Halacaridae из надотряда Acariformes.

## Описание
Морские клещи микроскопических размеров. Длина тела около 1 мм (1100—1300 мкм). Отличаются следующими признаками: дорсальные и вентральные щитки крупные, с церотегументальными мембранами. Дорзум с 6 парами щетинок. На анальной пластинке есть аданальные щетинки. Из четырех пар ног две передние обращены вперед, а две — назад. Относительно короткие ноги имеют шесть сегментов. Тело слабо склеротизовано.
Известны две нимфальные стадии. Halixodes были обнаружены в полости мантии моллюсков, а также как свободноживущие в щелях между гравием и колониями ракушек и мидий. Все имеющиеся находки относятся к приливной и мелководной сублиторальной зоне. Нимфальные стадии демонстрируют огромную разницу в длине, у только что вылупившихся особей области между пластинками небольшие, после кормления на дорсальной стороне преобладают широкие участки поперечно-полосатых покровов, а пластины явно маленькие. Три описанных вида были обнаружены в водах Новой Зеландии.

## Классификация
3 вида. Род входит в состав подсемейства Halixodinae Viets, 1927. Halixodes напоминает виды рода Agaue, которые имеют аналогичные крупные церотегументальные пластинки ламеллы на идиосомах и ногах, но отличается тем, что гнатосома имеет большие зазубрины на конце рострума, а щупики уплощены и образуют жёлоб, тогда как виды Agaue имеют две мельчайшие шпоры на конце рострума и щупики почти цилиндрические.
- Halixodes chitonis (Brucker, 1897)
- Halixodes novaezelandiae Bartsch, 1986[5]
- Halixodes truncipes (Chilton, 1883)